# Єй
Єй (англ. Yei) — місто у Південному Судані, штат Центральна Екваторія.

## Географія
Розташовується у південній частині країни, лежить на однойменній річці.

### Клімат
Місто знаходиться у зоні, котра характеризується кліматом тропічних саван. Найтепліший місяць — березень із середньою температурою 26.5 °C (79.7 °F). Найхолодніший місяць — липень, із середньою температурою 23.3 °С (73.9 °F).
| Клімат Єя               | Клімат Єя | Клімат Єя | Клімат Єя | Клімат Єя | Клімат Єя | Клімат Єя | Клімат Єя | Клімат Єя | Клімат Єя | Клімат Єя | Клімат Єя | Клімат Єя | Клімат Єя |
| Показник                | Січ.      | Лют.      | Бер.      | Квіт.     | Трав.     | Черв.     | Лип.      | Серп.     | Вер.      | Жовт.     | Лист.     | Груд.     | Рік       |
| Середня температура, °C | 25,4      | 26,3      | 26,5      | 25,7      | 24,9      | 24        | 23,3      | 23,3      | 23,9      | 24,4      | 24,7      | 24,8      | 24,8      |
| Норма опадів, мм        | 7.1       | 21.4      | 66.5      | 119.3     | 160.9     | 153.9     | 181.6     | 185.8     | 155       | 171.4     | 74.6      | 16.5      | 1314      |
| Днів з опадами          | 3,6       | 4,9       | 9,4       | 13,2      | 14,9      | 11,5      | 13,2      | 13,3      | 12,6      | 13,1      | 9,5       | 4,5       | 123,7     |
| Вологість повітря, %    | 49        | 46.9      | 54.5      | 65.4      | 73.2      | 75.6      | 79        | 78.4      | 75.7      | 72.8      | 68.7      | 56.2      | 66.3      |
| ----------------------- | --------- | --------- | --------- | --------- | --------- | --------- | --------- | --------- | --------- | --------- | --------- | --------- | --------- |
| Джерело: Weatherbase    |           |           |           |           |           |           |           |           |           |           |           |           |           |

## Транспорт
- у місті є аеропорт